# Satz von Wintner-Wielandt
Der Satz von Wintner-Wielandt ist ein mathematischer Lehrsatz aus der Theorie der linearen Operatoren, einem Teilgebiet der Funktionalanalysis, das enge Verbindungen zur theoretischen Physik aufweist. Er geht in seiner ursprünglichen Fassung zurück auf Aurel Wintner (1903–1958) und Helmut Wielandt (1910–2001) und gibt Aufschluss über die Frage, inwieweit die quantenmechanischen Grundoperatoren, welche mit der heisenbergschen Unbestimmtheitsrelation verknüpft sind, als beschränkte Operatoren existieren.
Im Zusammenhang mit dem Satz von Wintner-Wielandt entstand eine Reihe von weitergehenden Untersuchungen.

## Formulierung des Satzes
Der Satz lässt sich folgendermaßen formulieren:
Gegeben sei ein normierter Vektorraum {\displaystyle X} und dazu die normierte Algebra der beschränkten linearen Operatoren {\displaystyle L(X)} von {\displaystyle X}, versehen mit der Operatornorm {\displaystyle \|\cdot \|}. Der Identitätsoperator von {\displaystyle X} werde mit {\displaystyle \mathbf {1} _{X}} bezeichnet.
Für zwei lineare Operatoren {\displaystyle P} und {\displaystyle Q} auf {\displaystyle X} und einen (reellen oder komplexen) Skalar {\displaystyle a} sei unter (H) die folgende Gleichung (heisenbergsche Vertauschungsrelation) verstanden:
(H)   {\displaystyle [P,Q]=a\mathbf {1} _{X}}
Dann gilt:
Die Gleichung (H) ist dann und nur dann erfüllbar, wenn {\displaystyle a=0} ist, also genau dann, wenn {\displaystyle P} und {\displaystyle Q} miteinander vertauschbar sind.

## Beweis
Wintner hat einen Beweis mit Hilfe der Spektraltheorie geliefert.
Einen anderen und allgemeineren, dabei leichter zugänglichen Beweis gab Wielandt. Der Beweis von Wielandt lässt sich wie folgt darstellen:

### I: Ausweitung der heisenbergschen Vertauschungsrelation
Wegen {\displaystyle [P,Q]=PQ-QP} lässt sich die heisenbergsche Vertauschungsrelation für jedes {\displaystyle n\in \mathbb {N} } auf die folgende Identität ausweiten:
(H1)   {\displaystyle PQ^{n}-Q^{n}P=naQ^{n-1}} 
Dies ergibt sich mittels vollständiger Induktion:
Induktionsanfang:
Den Induktionsanfang für {\displaystyle n=1} liefert (H) selbst.
Induktionsschritt {\displaystyle n\to n+1}:
{\displaystyle PQ^{n+1}-Q^{n+1}P=(PQ^{n}-Q^{n}P)Q+Q^{n}(PQ-QP)}  
Mit der Induktionsvoraussetzung ergibt sich mittels Einsetzen weiter:
{\displaystyle PQ^{n+1}-Q^{n+1}P=(naQ^{n-1})Q+Q^{n}(a\mathbf {1} _{X})=naQ^{n}+aQ^{n}}
Somit folgt:
{\displaystyle PQ^{n+1}-Q^{n+1}P=(n+1)aQ^{n}}

### II: Eigentlicher Widerspruchsbeweis
Nun wird als Widerspruchsannahme {\displaystyle a\neq 0} als gegeben angesehen.
Dann folgt zunächst mit (H), dass {\displaystyle Q} nicht der Nulloperator sein kann, und wegen (H1) gilt dies dann für jedes {\displaystyle Q^{n}} und jedes {\displaystyle Q^{n-1}} in gleicher Weise.
Andererseits erhält man aus (H1) für jedes {\displaystyle n\in \mathbb {N} } die folgende Abschätzung:
{\displaystyle n\cdot |a|\cdot \|Q^{n-1}\|=\|PQ^{n}-Q^{n}P\|=\|PQ^{n}+(-1)Q^{n}P\|\leq \|P\|\cdot \|Q^{n}\|+\|Q^{n}\|\cdot \|P\|=2\cdot \|P\|\cdot \|Q^{n}\|}
Also weiter:
{\displaystyle n\cdot |a|\cdot \|Q^{n-1}\|\leq 2\cdot \|P\|\cdot \|Q^{n-1}Q\|}
Also schließlich:
{\displaystyle n\cdot |a|\cdot \|Q^{n-1}\|\leq 2\cdot \|P\|\cdot \|Q^{n-1}\|\cdot \|Q\|}
Nun kann man durch {\displaystyle |a|\cdot \|Q^{n-1}\|} teilen und erhält für jedes {\displaystyle n\in \mathbb {N} }:
(H2)   {\displaystyle n\leq {\tfrac {2\cdot \|P\|\cdot \|Q\|}{|a|}}}
Mit (H2) gelangt man wie gewünscht zu einem Widerspruch, denn die Menge der natürlichen Zahlen {\displaystyle \mathbb {N} } hat innerhalb der reellen Zahlen keine obere Schranke.

### III: Abschluss
Es muss demnach {\displaystyle a=0} gelten. Dies aber besagt, dass {\displaystyle [P,Q]} der Nulloperator ist, was gleichbedeutend mit {\displaystyle PQ=QP} ist.

## Zusammenhang mit den quantenmechanischen Grundoperatoren
Der Satz von Wintner-Wielandt impliziert, dass die quantenmechanischen Grundoperatoren nicht sämtlich beschränkt sein können, also unstetig sein müssen. Insbesondere können die Hilberträume der Quantenmechanik nicht von endlicher Dimension sein.
Weiterhin ist nachgewiesen, dass im Falle der Gültigkeit von (H) der Skalar stets rein imaginär, also ohne Realteil sein muss, wobei Voraussetzung ist, dass (H) überhaupt sinnvoll ist.

## Verallgemeinerung
Wie der Beweis zeigt, ist die Aussage des Satzes von Wintner-Wielandt in gleicher Weise für jede normierte Algebra mit Einselement gültig.

### Originalarbeiten
- Arlen Brown and Carl Pearcy: Structure theorem for commutators of operators. In: Bull. Amer. Math. Soc. Band 70, 1964, S. 779–780 (ams.org [PDF; 181 kB]). MR0167847
- Paul R. Halmos: Commutators of operators. In: Amer. J. Math. Band 74, 1952, S. 237–240, JSTOR:2372081 (MR0045310).
- Helmut Wielandt: Über die Unbeschränktheit der Operatoren der Quantenmechanik. In: Math. Ann. Band 121 (1949–1950), S. 21 (MR0030701).
- Aurel Wintner: The unboundedness of quantum-mechanical matrices. In: Physical Rev. Band 71, 1947, S. 738–739 (MR0020724).

### Monographien
- Lothar Collatz: Funktionalanalysis und numerische Mathematik. Unveränderter Nachdruck  der 1. Auflage von 1964 (= Die Grundlehren der mathematischen Wissenschaften in Einzeldarstellungen. Band 120). 2. Auflage. Springer-Verlag, Berlin, Heidelberg, New York 1968, ISBN 3-540-04135-4 (MR0165651).
- Paul Halmos: A Hilbert Space Problem Book (= Graduate Texts in Mathematics. Band 19). Springer-Verlag, Berlin [u. a.] 1982, ISBN 3-540-90090-X (MR0675952).
- Harro Heuser: Funktionalanalysis. Theorie und Anwendung (= Mathematische Leitfäden). 4., durchgesehene Auflage. Teubner Verlag, Wiesbaden 2006, ISBN 978-3-8351-0026-8 (MR2380292).
- Johann v. Neumann: Mathematische Grundlagen der Quantenmechanik. Unveränderter Nachdruck der 1. Auflage von 1932 (= Die Grundlehren der mathematischen Wissenschaften in Einzeldarstellungen. Band 38). Springer-Verlag, Berlin [u. a.] 1968, ISBN 3-540-04133-8 (MR0223138).
- Joachim Weidmann: Lineare Operatoren in Hilberträumen. Teil 1: Grundlagen (= Mathematische Leitfäden). Teubner Verlag, Stuttgart [u. a.] 2000, ISBN 3-519-02236-2 (MR1887367).